# Dvoračky
Dvoračky (německy Hofbaude) je horská bouda v Krkonoších, ležící v nadmořské výšce 1140 m na jižním svahu Lysé hory.

## Přístup
Dvoračky leží na křižovatce turistických cest a jsou přístupné z mnoha směrů:
 - z Rokytnice nad Jizerou kolem Huťského vodopádu (4 km)

 - z osady Rezek kolem Vlčího hřebene (6 km)

 - z Harrachova přes rozcestí Ručičky (7,5 km)

 - ze Špindlerova Mlýna přes Vrbatovo návrší, kolem Kotle a Růženčiny zahrádky (11 km)

## Historie

Němá značka Dvoraček

Dvoračky je velmi stará bouda, založená roku 1707 rodinou Schierovou jako horská zemědělská usedlost pro chov dobytka na okolních rozlehlých lučinách. Původní název byl Rokytenské dvorské boudy. V březnu 1893 původní bouda vyhořela a spáleniště koupil hrabě Harrach a přestavěl ji na hojně navštěvovaný hostinec. V únoru 1902 se zde konalo sedmé mistrovství Čech v lyžování. V roce 1921 přešla při pozemkové reformě do rukou státu a byla pronajata české rodině Puhonných, která ji později koupila. Od roku 1923 se v Krkonoších začaly používat tzv. němé značky, mezi kterými nechyběla značka pro Dvoračky. Pamětní kniha dokládá vzácné hosty, například prezidenta dr. Edvarda Beneše s chotí Hanou, kteří Krkonoše milovali a na Dvoračkách trávili dovolenou před válkou i v roce 1945.